# Торговцы страхом
«Торговцы страхом» (англ. The Fear Merchants) — второй серия пятого сезона культового британского телесериала «Мстители» с Патриком Макни и Дайаной Ригг в главных ролях и Патриком Каргиллом, Брайаном Уайлдом, Аннеттой Кэрелл и Гэрфилдом Морганом в качестве приглашённых звёзд.

## Сюжет
Джон Стид и Эмма Пил расследуют загадочные случаи помешательства людей. Они узнают, что бюро по эффективности бизнеса принимает заказы от своих клиентов на устранение деловых соперников. Оружие фирмы — человеческий страх. Чтобы разобраться в этом, Стид изображает из себя предпринимателя и представляет миссис Пил как своего единственного конкурента.

## В ролях
| Актёр             | Роль             |
| ----------------- | ---------------- |
| Патрик Макни      | Джон Стид        |
| Дайана Ригг       | Эмма Пил         |
| Патрик Каргилл    | Пембертон        |
| Брайан Уайлд      | Джереми Рэвен    |
| Аннетта Кэрелл    | доктор Восс      |
| Гэрфилд Морган    | Гилберт          |
| Эндрю Кейр        | Кроули           |
| Джереми Барнхэм   | Гордон Уайт      |
| Эдвард Барнхэм    | Ричард Мидоуз    |
| Бернард Хорсфолл  | Мартин Фокс      |
| Рут Траунсер      | доктор Хилл      |
| Деклан Малхолланд | Сондерс          |
| Филип Росс        | санитар больницы |

## Интересные факты
- Первый цветной эпизод сериала в производственном порядке (если не считать промо-эпизод "Странное дело с пропавшим трупом"), первый с субтитрами для Эммы и Стида после титра с названием серии и первый с прологом "Миссис Пил, нужна наша помощь"[2].
- Кадры, в которой Гилберт на автобульдозере засыпает землей Стида в яме, были позже использованы в эпизоде "Убийство и старые дамы"[2].
- Деклан Малхолланд указан в титрах как Сондерс, но он появляется лишь на заднем плане[3] в тренажерном зале.
- Согласно книге Television's Greatest Hits, это был высоко оцененный эпизод в 1967 году, и он занял второе место среди всех эпизодов Мстителей по рейтингу зрителей на момент выхода в эфир[3].

## Производство
Постановочный сценарий серии был готов в августе 1966 года. Некоторые кадры снимались 18 октября 1966 года под режиссурой Питера Таннера. Эпилог эпизода снимался режиссером Робертом Дэем и оператором Аланом Хьюмом. Серия была спродюсирована Альбертом Феннелом и Брайаном Клеменсом и исполнительным продюсером Джулианом Уинтлом, в производство была спроектирована Уилфредом Шинглетоном.

## Эфир
- Серия впервые транслировалась в Великобритании в Southern Television регионе в понедельник 16 января 1967 года[7].
- В воскресенье 1 октября 1995 года сокращенная версия серии транслировалась на российском телеканале "ТВ6 Москва"[8][9]. Показ не включал рекламные вставки[2].

## Ссылка
- «Торговцы страхом» (англ.) на сайте Internet Movie Database